# Лихски хребет
Лихски (Сурамски) хребет (на грузински: ლიხის ქედი; на руски: Лихский (Сурамский) хребет) е планински хребет, простиращ се от югозапад на североизток, в централната част на Грузия, като североизточната му част е разположена на територията на историко-географската област Южна Осетия. Лихският хребет се явява връзката между Голям Кавказ (Главния (Водоразделен) хребет) на североизток и Малък Кавказ (Месхетски хребет) на югозапад. Разделя Колхидската низина на запад от Куринската падина на изток и се явява вододел между водосборните басейни на реките Риони (влива се в Черно море) и Кура (влива се в Каспийско море). Максимална височина връх Лохани 1945 m, (42°18′33″ с. ш. 43°40′18″ и. д. / 42.309167° с. ш. 43.671667° и. д.), издигащ се в северната му част, на границата с Южна Осетия. Изграден е от гранити, кристалинни шисти и туфогенни наслаги. На няколко места се пресича от проходи, най-нисък от които е Сурамския (949 m), през който преминава шосе и жп линия (чрез тунел) между градовете Зестафони (в западното подножие) и Хашури (в източното подножие). Покрит е с гъсти широколистни гори. По югоизточните му склонове се спускат малки и къси леви притоци на река Кура, а по западните и северозападните – левите притоци на река Квирила (ляв приток на Риони) – Думала, Дзирула и др.

## Топографска карта
- К-38-XIV М 1:200000[2]
- К-38-XХ М 1:200000[3]